# Supertaça de Portugal Feminina
A Supertaça de Portugal Feminina é uma competição portuguesa organizada pela Federação Portuguesa de Futebol. É disputada pelos 4 primeiros classificados do Campeonato Nacional Feminino e é realizada desde 2015. 
O atual detentor do troféu é o Sporting Clube de Portugal.

## História
Em 2014–15, a Federação Portuguesa de Futebol estabeleceu a criação de um novo troféu nacional entre os vencedores do Campeonato Nacional e da Taça de Portugal no mesmo formato da Supertaça Cândido de Oliveira. Assim nasceu a Supertaça Portuguesa de Futebol Feminino.

## Edições
- Os vencedores da Supertaça encontram-se assinalados com destaque colorido.
- Os clubes assinalados em itálico participaram na Supertaça como finalistas vencidos da Taça de Portugal, em virtude do Campeão ter feito a dobradinha (conquista do Campeonato e da Taça de Portugal na mesma época).

| 2015                      | Clube Futebol Benfica                   | 4–0                                     | Clube de Albergaria                     | Estádio Municipal de Abrantes           |                |                 |
| 2016                      | Clube Futebol Benfica                   | 0–1                                     | Valadares Gaia                          | Estádio Municipal da Marinha Grande     |                |                 |
| 2017                      | Sporting CP                             | 3–1 ap                                  | SC Braga                                | Estádio Cidade de Coimbra               |                |                 |
| 2018                      | Sporting CP                             | 1–1 (4–5 gp)                            | SC Braga                                | Estádio do Fontelo                      |                |                 |
| 2019                      | SC Braga                                | 0–1                                     | SL Benfica                              | Estádio João Cardoso                    |                |                 |
| 2020                      | Cancelada devido à pandemia de Covid-19 | Cancelada devido à pandemia de Covid-19 | Cancelada devido à pandemia de Covid-19 | Cancelada devido à pandemia de Covid-19 |                |                 |
| 2021                      | SL Benfica                              | 0–2                                     | Sporting CP                             | Estádio do Restelo                      |                |                 |
| 2022                      | SL Benfica                              | 4–1 ap                                  | Sporting CP                             | Estádio Dr. Magalhães Pessoa            |                |                 |
| Novo formato da Supertaça |                                         |                                         |                                         |                                         |                |                 |
| Ano                       | Vencedor                                | Resultado                               | Vice                                    | Local da final                          | Terceiro Lugar | Quarto Lugar    |
| 2023                      | SL Benfica                              | 1–1 (3–0 gp)                            | Sporting CP                             | Estádio Municipal de Aveiro             | SC Braga       | FC Famalicão    |
| 2024                      | SL Benfica                              | 1–2                                     | Sporting CP                             | Estádio do Restelo                      | SF Damaiense   | Racing Power FC |

## Palmarés
| Clube                      | Vencedores | Finalistas | Vitórias         | Derrotas        |
| -------------------------- | ---------- | ---------- | ---------------- | --------------- |
| Sporting Clube de Portugal | 3          | 4          | 2017, 2021, 2024 | 2018,2022, 2023 |
| Sport Lisboa e Benfica     | 3          | 2          | 2019, 2022, 2023 | 2021, 2024      |
| Clube Futebol Benfica      | 1          | 1          | 2015             | 2016            |
| Valadares Gaia             | 1          | –          | 2016             | –               |
| Sporting Clube de Braga    | 1          | 2          | 2018             | 2017, 2019      |
| Clube de Albergaria        | –          | 1          | –                | 2015            |